# John Patrick Rourke
John Patrick Rourke (Ciudad del Cabo, 26 de marzo de 1942) es un botánico sudafricano, autoridad en el género Protea. Es investigador y curador del «Herbario Nacional Compton» y Jardín botánico de Kirstenbosch.

## Algunas publicaciones
- 2001. Wild Flowers of Greece. Con George Sfikas. Editor Efstathiadis, 125 pp.
- 1997. Wild flowers of South Africa. 2ª edición, ilustrada de Struik, 127 pp. ISBN 1-86825-897-1
- 1982. An illustrated account of Mimetes Salisbury and Orothamnus Pappe, two notable Cape genera of the Proteaceae. Editor Cape Town. Tiyan Publishers
- 1982. The Proteas of southern Africa. 2ª edición, ilustrada por Fay Anderson, de Centaur, 240 pp. ISBN 0-908379-10-2
- 1980. ˜Dieœ Proteas van Suider-Afrika [The Proteas of southern Africa, afrikaans]
- 1972. Taxonomic Studies on Leucospermum R.Br.. J. of South African botany 8: Supplementary vol. Editor Trustees of the Nat. Bot. Gardens of South Africa, 194 pp.
- 1969. Taxonomic Studies on Sorocephalus R.Br. and Spatalla Salisb. J. of South African botany 7: Supplementary vol. Editor Nat. Bot. Gardens of South Africa, 124 pp.
- 1967. A Taxonomic Study of Sorocephalus and Spatalla. Editor Univ. of Cape Town

## Honores
- 1997: miembro extranjero de la Sociedad Linneana de Londres.[3]

## Eponimia
Especies
- (Aizoaceae) Cleretum rourkei (L.Bolus) Klak[4]
- (Grubbiaceae) Grubbia rourkei Carlquist[5]
- (Iridaceae) Watsonia rourkei Goldblatt[6]
- (Proteaceae) Leucadendron rourkei I.Williams[7]
- (Rubiaceae) Galium rourkei Puff[8]
- (Rutaceae) Acmadenia rourkeana I.Williams[9]
- (Rutaceae) Diosma rourkei I.Williams[10]